# Бурківська сільська рада
Буркі́вська сільська́ ра́да — адміністративно-територіальна одиниця та орган місцевого самоврядування в Ніжинському районі Чернігівської області. Адміністративний центр — село Бурківка.

## Загальні відомості
Бурківська сільська рада утворена у 1920 році.
- Територія ради: 31,689 км²
- Населення ради: 476 осіб (станом на 2001 рік)

## Населені пункти
Сільській раді були підпорядковані населені пункти:
- с. Бурківка

## Склад ради
Рада складалася з 16 депутатів та голови.
- Голова ради: Дзюба Андрій Васильович
- Секретар ради: Багмут Наталія Михайлівна

### Керівний склад попередніх скликань
| Прізвище, ім'я, по батькові     | Основні відомості                                    | Дата обрання | Дата звільнення |
| ------------------------------- | ---------------------------------------------------- | ------------ | --------------- |
| Крашеніннікова Людмила Іванівна | Сільський голова, 1959 року народження, позапартійна | 26.03.2006   | 31.10.2010      |
| Дзюба Андрій Васильович         | Сільський голова, 1972 року народження, освіта вища  | 31.10.2010   |                 |

Примітка: таблиця складена за даними сайту Верховної Ради України

### Депутати
За результатами місцевих виборів 2010 року депутатами ради стали:

#### За суб'єктами висування
| Суб'єкт висування           | Кількість обраних депутатів | %    |
| --------------------------- | --------------------------- | ---- |
| Самовисування               | 13                          | 81,3 |
| Комуністична партія України | 3                           | 18,8 |

#### За округами
| № округу                    | Прізвище, ім'я, по батькові   | Дата визнання обраним | Освіта             | Партійна приналежність                        | Відомості про обраного депутата                                                   |
| --------------------------- | ----------------------------- | --------------------- | ------------------ | --------------------------------------------- | --------------------------------------------------------------------------------- |
| Комуністична партія України |                               |                       |                    |                                               |                                                                                   |
| 3                           | Солдатенко Віктор Степанович  | 04.11.2010            | середня            | член Комуністичної партії України             | пенсіонер                                                                         |
| 10                          | Єрко Михайло Павлович         | 04.11.2010            | середня            | член Комуністичної партії України             | пенсіонер                                                                         |
| 15                          | Кобилецький Павло Олексійович | 04.11.2010            | середня            | член Комуністичної партії України             | підприємство «Київавтосервіс», охоронець                                          |
| Самовисування               |                               |                       |                    |                                               |                                                                                   |
| 1                           | Гєраєва Лариса Миколаївна     | 04.11.2010            | вища               | член Всеукраїнського об'єднання «Батьківщина» | Великокошелівське споживче товариство, завідувач закусочної № 7                   |
| 2                           | Приходько Світлана Миколаївна | 04.11.2010            | середня            | позапартійна                                  | ВЛ-№ 1 ст. Дарниця, медична сестра                                                |
| 4                           | Лоханько Надія Андріївна      | 04.11.2010            | середня            | позапартійна                                  | пенсіонер                                                                         |
| 5                           | Попович Валентина Миколаївна  | 04.11.2010            | середня            | позапартійна                                  | фельдшерсько-акушерський пункт с. Бурківка, завідувачка                           |
| 6                           | Лозова Ніна Григорівна        | 17.01.2011            | середня спеціальна | позапартійна                                  | тимчасово не працює                                                               |
| 7                           | Солдатенко Ганна Степанівна   | 04.11.2010            | середня            | позапартійна                                  | пенсіонер                                                                         |
| 8                           | Солдатенко Євдокія Василівна  | 04.11.2010            | вища               | позапартійна                                  | Бурківська загальноосвітня школа І-ІІ ст., вчитель української мови та літератури |
| 9                           | Дацько Ганна Андріївна        | 04.11.2010            | середня            | позапартійна                                  | пенсіонер                                                                         |
| 11                          | Багмут Наталія Михайлівна     | 04.11.2010            | вища               | позапартійна                                  | Бурківська сільська рада, секретар                                                |
| 12                          | Коломійченко Ганна Михайлівна | 04.11.2010            | середня            | позапартійна                                  | Бурківське відділення зв'язку, листоноша                                          |
| 13                          | Нещерет Валентина Федорівна   | 04.11.2010            | вища               | позапартійна                                  | Бурківська сільська рада, головний бухгалтер                                      |
| 14                          | Захарченко Валентина Петрівна | 04.11.2010            | середня            | позапартійна                                  | тимчасово не працює                                                               |
| 16                          | Ткаченко Віра Степанівна      | 04.11.2010            | середня            | позапартійна                                  | тимчасово не працює                                                               |